# Херасковы
Хера́сковы — старинный дворянский род валахского происхождения (в румынском варианте фамилия звучит Хереску, Хераску или Херашку, см. ro:Herescu).
Род Херасковых записан в VI ч. родословных книг Московской и Владимирской губернии.

## История

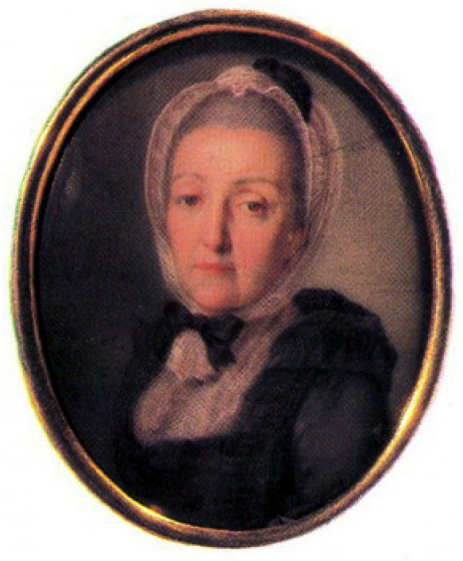
Княгиня Анна Даниловна Трубецкая (Хераскова, Друцкая-Соколинская)

Род дворян Херасковых валахского происхождения (бояре валахские Херескуль) переселился в Россию при Петре I. Сын Андрея Константиновича, Матвей Андреевич, служил в России кавалергардом и умер в чине капитана гвардии в 1734 году, оставив молодую вдову Анну Даниловну, урожденную княжну Друцкую-Соколинскую, с тремя сыновьями: Александром, Петром и Михаилом (1733—1807), ставшим куратором Московского университета. В 1735 году вдова Хераскова вышла вторично замуж за вдовца же — князя Никиту Юрьевича Трубецкого, от него имея четырёх сыновей и трёх дочерей.
Старший — Александр Матвеевич Херасков, президент первого департамента ревизион-коллегии, генерал-поручик и средний — Пётр Матвеевич, оставили потомство. Александр Матвеевич Херасков имел от брака с Анной Васильевной Зыбиной четырёх дочерей: Екатерину, Наталью, Елену и Елизавету. Статский советник Пётр Матвеевич оставил потомство в браке с Пелагеей Никитичной Григоровой в лице сына Романа Петровича (поручика армии) и двух сестёр Александры и Надежды. У них был ещё и брат Пётр от мачехи — графини Елизаветы Петровны Дивиер.

## Описание гербов

#### Герб Херасковых 1785 г.
В Гербовнике Анисима Титовича Князева 1785 года имеется изображение печати с гербом генерал-поручика, президента Ревизион-коллегии Александра Матвеевича Хераскова: щит разделён горизонтально на две половины. В верхней половине, в серебряном поле,  изображения справа, золотого солнца, а с лева, серебряного полумесяца, рогами вправо. В нижней половине, в красном поле, серебряный орёл держащий в лапах чёрного дракона. Щит увенчан коронованным дворянским шлемом с шейным клейнодом. Нашлемник: три страусовых пера. Цветовая гамма намёта не определена.

#### Герб. Часть II. № 134.
Щит разделён горизонтально на две части, из которых в верхней части, в лазоревом поле, изображены: золотое солнце (слева) и (справа) серебряная луна, рогами обращённая в левую сторону. В нижней части, в красном поле, на золотом драконе чёрный орёл, в клюве которого золотой крест приходится (вместе с головою орла) на лазоревом поле верхнего отдела вместе с верхами крыльев, заходящими из нижнего поля, таким образом, как бы орёл изображён поверх разделения щита.
Щит увенчан дворянским шлемом с короною. Нашлемник: три страусовых пера. Намёт: лазуревый с красным, подложен золотом.

#### Геральдика
Генерал-майор Александр Матвеевич Херасков (1730—1799), в 1787 году просивший Московское дворянское собрание записать его в губернскую родословную книгу и выдать о дворянстве грамоту, в числе других документов предъявил описание и рисунок семейного герба. От варианта, внесенного в Общий гербовник дворянских родов, он отличался цветом. Солнце изображалось в золотом поле, а намёт был многокрасочным и описывался следующим образом: щит украшается лаврами (намётом) с правой (геральдической левой) стороны голубого цвета с жёлтым, а с левой (геральдической правой) стороны — красного с цветом белым. Всё то оканчивается голубыми лаврами с жёлтыми краями и в конце — лилией такого же цвета. Нарушением основного правила геральдики (о сочетании металлов и финифтей) в поле с солнцем исправлено при официальном утверждении герба и обусловило трудно объяснимое разделение поля единого цвета на два самостоятельных (отдельно с солнцем и месяцем).